# Język sydetyjski
Język sydetyjski – wymarły język z podrodziny anatolijskiej języków indoeuropejskich. Spokrewniony z licyjskim i pizydyjskim.